# Bockum-Dolffs (Adelsgeschlecht)

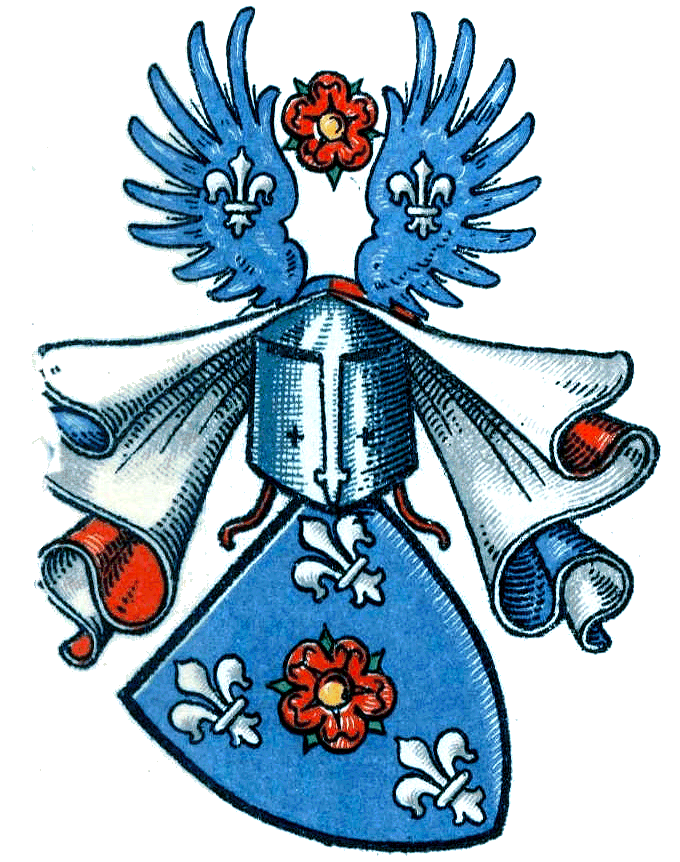
Wappen derer von Bockum-Dolffs

Die Herren von Bockum-Dolffs (auch: Bockum, Bocheym oder Bockem (ohne Dolffs), Bockum gen. Dolfus, Bockum gen. Dolfs o. ä.) sind ein westfälisches Adelsgeschlecht.

## Geschichte
Über den namensgebenden Stammsitz des Geschlechts, das zu den Bedeutendsten des Stadt- und Landadels von Soest und der Soester Börde gilt, gibt es unterschiedliche Angaben. Spießen gibt Haus Bockum in Meschede-Bockum an, das bereits 1398 in Händen der Familie war. Klocke dagegen nennt den Ort Böckum (früher: Bochem) zwischen Sassendorf und Lippstadt, heute ein Ortsteil der Stadt Erwitte. Weitere Güter der Familie lagen in und um Soest: Haus Ahse (1756, 1777), Rosengarten (1777), Haus Sassendorf (1468), Stocklarn (1398) und Völlinghausen (1700, 1777). Hinzu kommt in Mecklenburg: Möderitz (1813).
Ein Adolph v. Bockhem erscheint 1322 als Ministeriale des Grafen von Arnsberg. 1325 treten Adolph und Albert auf. Adolph kaufte 1398 das Effeling-Gut zu Stochelen. Mit diesem Adolf von Bockum beginnt die sichere Stammfolge, die Fahne darstellt. 1329 war ein Johannes von Bochem in Sassendorf Mitglied in der freien Salzburenschaft. Hier besaß das Geschlecht über Jahrhunderte hinweg Salinen und war in der Sälzergenossenschaft durch vielfache Besetzung des Worthalterpostens von großem Einfluss. 1352 wurde Hermannus de Boychem in die Soester Bürgerschaft aufgenommen, ebenso wie 1379 ein offenbar der nächsten Generation angehörender Hermann von Bochem. Ende des 14. Jahrhunderts gehörte das Geschlecht dem Soester Patriziat an. Im Laufe des 15. Jahrhunderts trat es in diesem immer stärker hervor und rückte im 16. Jahrhundert, 1517 wird es in der Stern-Gesellschaft genannt, Schritt für Schritt in die erste Reihe der Patriziats vor. Im 17. und Anfang des 18. Jahrhunderts stellten die Herren von Bockum-Dolffs mehrere Bürgermeister. Im 15. Jahrhundert kam das Geschlecht auch nach Livland.
Der Beiname gen. Dolf(u)s entstand laut Kneschke durch Adoption. Eine andere Theorie lieferte Klocke, der glaubte, dass dieser Beiname einen im 15. Jahrhundert vorhandenen Lieblingsvornamen Adolf widerspiegelt.

## Wappen
Blasonierung: In Blau eine rote Rose von drei (2:1) silbernen Lilien begleitet. Auf dem Helm ein blauer, offener Flug, jeder Flügel mit einer silbernen Lilie belegt, dazwischen die rote Rose. Die Helmdecken sind blau-rot-silber.

## Namensträger
- Albert von Bockum-Dolffs (1593–1665), Soester Bürgermeister 1642–1644, 1645–1647, 1649–1651, 1652–1654, 1656–1658, 1659–1661
- Diedrich Goswin von Bockum-Dolffs (1732–1805), preußischer Offizier, zuletzt Generalleutnant, Sohn von Bürgermeister Johann Florens Albert von Bockum-Dolffs
- Florens von Bockum-Dolffs (1802–1899), preußischer Beamter und liberaler Parlamentarier
- Florens von Bockum-Dolffs (1842–1939), preußischer Verwaltungsbeamter und Landrat
- Florenz Ludwig von Bockum genannt Dolffs (1769–1813), königlich preußischer Oberst
- Göddert Friedrich Franz von Bockum-Dolffs (1908–1941), Grundbesitzer Haus Sassendorf
- Johann Florens Albert von Bockum-Dolffs (1683–1733), Soester Bürgermeister 1725–1727, Sohn von Bürgermeister Johann Goswin von Bockum-Dolffs
- Johann Goswin von Bockum-Dolffs (1650–1730), Soester Bürgermeister 1686–1688, 1689–1691, 1696–1698, 1702–1704, Sohn von Bürgermeister Albert von Bockum-Dolffs